# Црква Светог Архангела Михаила (летњег) у Ракиници
Црква Светог Архангела Михаила (летњег) у Ракиници, насељеном месту на територији општине Подујево, на Косову и Метохији је евидентирано непокретно културно добро као споменик културе. Под јурисдикцијом је Српске православне цркве Епархије рашко-призренске.

## Историјат
Ракиница је некада била српско село, али су се последње српске породице иселиле после српско-турског рата 1878. године.
Све док је у околоним селима и Подујеву до 1999. године било српског становништва, вршена је повремено верска служба у цркви.
Послератни извештаји укључујући и ОЕБС-ов бележе да постоји старо гробље око цркве са крстовима. Такође у извештајима након рата на Косову и Метохији забележено је да је црква након 1999. године девастирана, спаљена и оскрнављена, као и да је срушен њен јужни зид.
Свештеници Српске православне цркве Стево Митрић и Дарко Маринковић су након рата на Косову и Метохији први пут 2012. и 2013. године служили помен у цркви у којој су затекли трагове од стоке која се чувала у цркви и приметили да су вршени грађевински радови на цркви мимо сазнања и сагласности Српске православне цркве.
Група Албанаца је 28. новембра 2023. године са самозваним албанским свештеником Николом Џуфком упало и фактички преузело храм од Српске православне цркве и преименовало га у албански храм.
Недуго након упада самозваног албанског свештеника, легитимни свештеник канонске Српске православне цркве Станиша Арсић је обишао цркву и установио да је на вратима цркве постављен катанац и да му је приступ онемогућен. Са благословом Eпископа рашко-призренског Теодосија, 6. децембра 2023. године игуман манастира Високи Дечани Архимандрит Сава уз саслужење надлежног пароха протојереја Станише Арсића је освећењем храма и светом Литургијом храм Светога Архангела Михаила вратио у свој редовни црквени поредак као богомољу Српске православне цркве – Епархије рашко-призренске.

## Опис цркве
Црква се налазили у селу Ракиници, удаљеном око 25 км југоисточно од Подујева. По предању, у овој цркви је заноћило тело кнеза Лазара, када су га преносили из Приштине у манастир Раваницу, после Боја на Косову, 1389. године. Албанци из села је зову „Лазарева црква” (алб. Kisha e Llazarit). Изнад улаза у припрату налази се камена розета у стилу моравске школе која је слична са розетама на манастиру Раваница. Начин градње и украса одређује време подизања ове цркве у крај 14. века, први пут је обнављана у 16. веку, други пут 1936. године. Фрагменти живописа сачувани су у олтарском простору. Око цркве се налазило старо српско гробље, које је порушено.

## Основ за упис у регистар
Решење Покрајинског завода за заштиту споменика културе у Приштини, бр. 1008 од 31.12.1967. Закон о заштити споменика културе (Сл. гласник СРС бр. 3/66).